# Dirar ibn al-Azwar
Ḍirār ibn al-Azwar al-Asadī (in arabo ضرار بن الأزور الأسدي‎?; La Mecca, ... – Bilād al-Shām, 640 ?) è stato un Sahaba.
Appartenente al clan dei Banu Asad della tribù dei Quraysh di Mecca, fu uno dei Mubārizūn e un abile guerriero, impegnato nella guerra della ridda sotto il califfato di Abū Bakr e nella conquista islamica della Siria, agli ordini del generale Khālid b. al-Walīd, all'epoca del secondo califfo ʿUmar b. al-Khaṭṭāb (634-644), in cui mise in luce un indomito coraggio e una feroce determinazione.

Fu presente nella battaglia di Ajnādayn e nella Campagna dello Yarmūk.

## Biografia
Figlio del Sayyid dei B. Asad, Mālik b. Aws, apparteneva a una famiglia che fu tra le ultime a convertirsi all'islam (dopo la conquista di Mecca, ossia fatḥ Makka). Assai ricco, abbandonò la sua vita di lussi per la causa islamica.

Dopo la battaglia del Fossato, assieme a Ṭulayḥa b. Khuwaylid, fu inviato da Maometto per convincere i suoi contribuli ad abbracciare la nuova religione.

### Guerra della ridda
Ḍirār passò la sua vita a combattere nella guerra della ridda, operando come percettore delle imposte (della zakāt) prima di dedicarsi al mestiere delle armi, servendo come esploratore a cavallo nella "Guardia mobile", una unità di élite costituita dal generale Khālid b. al-Walīd. Fu inviato da Abū Bakr a porre fine alla ribellione, insorta dopo l'apostasia di Ṭulayḥa.
Un altro evento particolare che riguardò Ḍirār fu quello di essere inviato da Khālid b. al-Walīd, alla guida di un distaccamento di guerrieri appartenenti ai Banū Tamīm per affrontare Mālik b. Nuwayra, capo dei Banū Yarbūʿ, sottotribù dei Tamīm, accusato di apostasia.

### Battaglia di Ajnādayn
Le forze dell'esercito dei Rashidun lasciarono la capitale di Medina probabilmente nell'autunno del 633 o agli inizi del 634. Essa dapprima impegnarono combattimento coi Bizantini e li sconfissero nella battaglia di Dathin il 4 febbraio. L'Imperatore Eraclio, fermatosi a Emesa (ora Homs, in Siria), ricevette rinforzi e li spedì a sud a protezione di Cesarea marittima. Per reagire a ciò, il comandante Khalid ibn al-Walid ricevette l'ordine del califfo d'interrompere le operazioni contro l'Impero sasanide e di guadagnare il Bilād al-Shām, impegnando il nemico in battaglia. A metà di essa si tramanda che l'impetuoso Ḍirār abbia così apostrofato Khālid:
Khālid decise di permettere che i singoli campioni musulmani combattessero contro i campioni bizantini anche perché, in caso di loro vittoria, sarebbero stati eliminati ufficiali bizantini abili, facilitando il compito delle forze islamiche. Pertanto Khālid permise a Ḍirār di agire secondo questo intendimento e Ḍirār prese quindi con sé corazza ed elmetto per proteggersi dagli arcieri ghassanidi al servizio dei Bizantini, imbracciando il suo scudo fatto di pelle d'elefante, una volta appartenuto a un Bizantino.

Waqidi afferma che Ḍirār lanciò il suo personale grido di battaglia quando s'avvicinò al nemico:
Dal momento che pochi campioni ghassanidi avanzarono per la singolar tenzone, Ḍirār abbandonò immediatamente la propria armatura e indumenti, facendosi conoscere dai suoi nemici come un "nudo campione". Nei successivi pochi minuti le cronache musulmane, indifferenti della veridicità di quanto narravano, egli avrebbe ucciso diversi nemici, inclusi due generali, uno dei quali governatore di Amman (allora Philadelphia) e l'altro di Tiberiade, demoralizzando i ranghi ghassanidi.
Dopo quell'episodio, avvenuto il 24 aprile, le forze musulmane sarebbero entrate senza trovare ostacoli a Boṣra, unendosi poi a quelle condotte da 'Amr ibn al-'As, nei pressi di Adjnādayn.

### Battaglia del Yarmuk
Nella successiva battaglia del Yarmuk, sulla scorta di una notizia di Ibn Taymiyya e di Muhammad Yusuf al-Dihlawi, autore di una vita dei Sahaba (Ḥayāt al-Ṣaḥāba), si afferma che si sarebbe verificato uno scontro in cui i musulmani furono respinti dai Bizantini e che Ḍirār ibn al-Azwar, con Ikrima ibn Abi Jahl, avrebbe eroicamente resistito con 400 guerrieri, difendendo le posizioni musulmane finché l'esercito califfale non riuscì a riprendere il controllo della situazione con l'arrivo di rinforzi.
Al-Ḥārith b. Hishām e Ḍirār ibn al-Azwar combatterono fino a quando le ferite ebbero il sopravvento. Ikrima cadde, mentre Ḍirār scampò alla morte.
I musulmani non presero prigionieri, visto che il generale bizantino Theodore Trithyrius e altri comandanti erano morti in battaglia. Un gran numero di soldati bizantini tentò la fuga per evitare il massacro, ma molti di loro furono catturati nel successivo inseguimento musulmano. 

Dopo la battaglia, il califfo 'Umar dette ordine che una parte delle truppe musulmane che avevano combattuto al Yarmūk si trasferisse in Iraq per rafforzare e aiutare Saʿd b. Abī Waqqāṣ nella battaglia di al-Qadisiyya contro l'Impero sasanide, e Ḍirār ibn al-Azwar fu tra costoro.

### Successive imprese
Durante la Battaglia di Thaniyyat al-'Uqab che precedette la conquista di Damasco fu catturato dai Bizantini, ma poco dopo fu trovato e, secondo al-Wāqidī, liberato da un drappello guidato da sua sorella, Khawla bint al-Azwar. ma la notizia non viene confermata dalle fonti arabe più affidabili (Aḥmad b. Ḥanbal, al-Shafi'i, al-Bukhārī e altri ancora).

## Sulla sua morte
Ḍirār sarebbe morto in Siria, vittima dell'epidemia di ʿAmwās del 638, al pari di Yazīd b. Abī Sufyān e Abū ʿUbayda b. al-Jarrāḥ. Sarebbe stato inumato nel Bilād al-Shām.
ma un'altra fonte, Ibn 'Abd al-Barr, afferma che Ḍirār sarebbe morto nella battaglia di Ajnādayn, mentre al-Wāqidī riferisce che sarebbe addirittura caduto anni prima, nella battaglia della Yamama

## Retaggio
Una moschea dedicata a Ḍirār è sita nella parte settentrionale della Valle del Giordano, nei pressi del mausoleo dedicato ad Abū ʿUbayda b. al-Jarrāḥ, in un'area in cui era stata combattuta la battaglia di Mu'ta.

### Fonti primarie
- Abū Ismāʿīl al-Azdī, Futūḥ al-Shām (attribuito erroneamente a Wāqidī[1]
- (AR) Muḥammad ibn Jarīr al-Ṭabarī, Taʾrīkh al-rusul wa l-mulūk
- (AR) Ibn Ḥajar al-ʿAsqalānī, Tahdhīb al-tahdhīb
- (AR) Sayf b. ʿUmar
- (AR) Ṣaḥīḥ di al-Bukhārī
- (AR) Ibn ʿAbd al-Barr, al-Istiʿyāb fī maʿrifat al-Aṣḥāb (ﺍلاستعياب في معرفة الاصحاب)